# شارل دو غول
شارل دو غول (بالفرنسية: Charles de Gaulle)، المعروف بشكل عام باسم الجنرال دو غول أو أحيانًا "الجنرال"، ولد في 22 نوفمبر 1890 في ليل وتوفي في 9 نوفمبر 1970 في كولومبي ليه دو إيغليز (االمرن الأعلى)، هو عسكري، مقاوم، رجل دولة وكاتب فرنسي.
أسس فرنسا الحرة ثم قاد اللجنة الفرنسية للتحرير الوطني خلال الحرب العالمية الثانية، وكان رئيس الحكومة المؤقتة للجمهورية الفرنسية من 1944 إلى 1946، ورئيس مجلس الوزراء من 1958 إلى 1959، ومؤسس الجمهورية الخامسة التي أنشئت في 1958، وكان رئيس الجمهورية من 1959 إلى 1969، ليكون أول من شغل هذا المنصب في ظل هذا النظام.
نشأ دو غول في بيئة تميزت بالفخر الوطني، واختار أن يكون ضابطاً في الجيش خلال الحرب العالمية الأولى، جُرح وأسر عدة مرات. بعد ذلك، خدم ونشر أعمالًا تحت قيادة فيليب بيتان، داعيًا الشخصيات السياسية إلى استخدام الدبابات في الحرب الجديدة في مايو 1940، وكان حينها عقيدًا، تولى قيادة فرقة مدرعة وقاد عدة هجمات مضادة خلال معركة فرنسا؛ ثم رُقي إلى رتبة جنرال مؤقتًا. خلال النزوح الذي تلا ذلك، شغل منصب وكيل وزير الحرب والدفاع الوطني في حكومة رينو.
رافضًا الاستسلام الذي طلبه بيتان من ألمانيا النازية، أطلق من لندن عبر البي بي سي "نداء 18 يونيو" الذي دعا فيه الشعب الفرنسي إلى المقاومة والانضمام إلى القوات الفرنسية الحرة. حُكم عليه بالإعدام غيابيًا وسُحبت جنسيته الفرنسية من قبل نظام فيشي، ولكنه سعى ليجسد شرعية فرنسا ويُعترف بها كقوة من قبل الحلفاء. لم يكن يسيطر إلا على بعض المستعمرات، ولكن تم الاعتراف به من قبل المقاومة، وكانت علاقاته باردة مع فرانكلين روزفلت، لكنه حظي عمومًا بدعم ونستون تشرشل. في عام 1943، دمج فرنسا الحرة في اللجنة الفرنسية للتحرير الوطني، التي ترأسها في النهاية.
قاد البلاد بعد التحرير؛ وكان مؤيدًا لسلطة تنفيذية قوية، وعارض المشاريع البرلمانية، ورفض اتباع الأغلبية المنتخبة في الجمعية الوطنية، فاستقال في عام 1946. أسس في العام التالي تجمع الشعب الفرنسي (RPF)، لكنه رفض أي تسوية مع ما اعتبره "نظام الأحزاب"، مما أبعده عن أي مسؤولية وطنية.

عاد إلى السلطة بعد أزمة مايو 1958، في سياق حرب الجزائر. عُين رئيسًا للمجلس وتولى السلطات الكاملة في سياق عملية القيامة، فوافق على الجمهورية الخامسة عبر استفتاء. انتُخب رئيسًا للجمهورية من قبل هيئة موسعة من الناخبين الكبار، ودعا إلى "سياسة العظمة" لفرنسا. ثبت المؤسسات، والعملة (الفرنك الجديد)، ومنح الدولة دورًا اقتصاديًا ثالثًا كمخطط ومحدث للصناعة. 

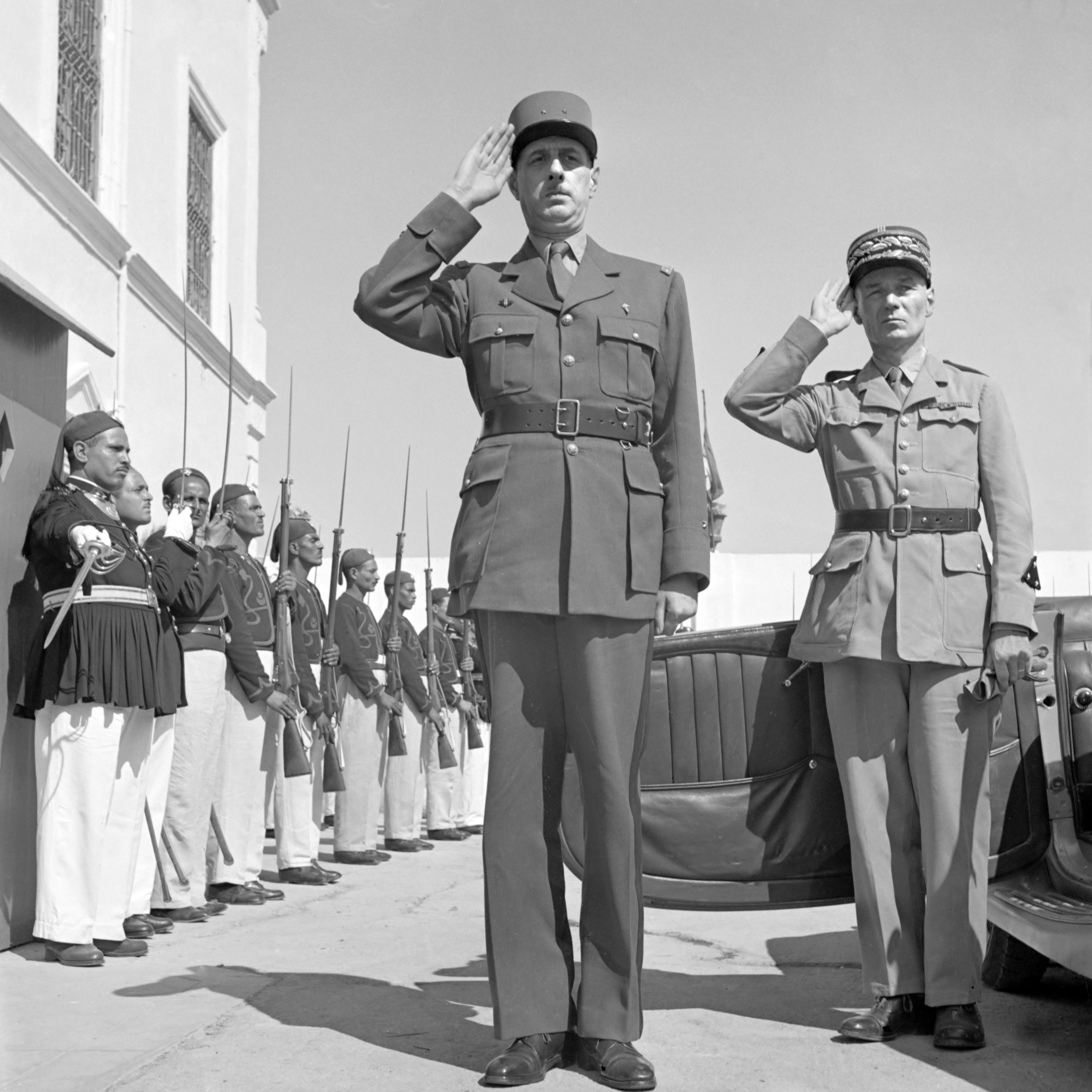
شارل دو غول في قرطاج (تونس) في جوان\يونيو 1943

تخلى تدريجياً عن الجزائر الفرنسية رغم معارضة المستوطنين والجيش الذين سهلوا عودته. تابع عملية إنهاء الاستعمار في إفريقيا جنوب الصحراء وحافظ على النفوذ الفرنسي هناك. مخالفًا للفيدرالية الأوروبية وتقسيم يالطا، دافع دو غول عن "الاستقلال الوطني": ودعا إلى "أوروبا الأمم" التي تتضمن المصالحة الفرنسية الألمانية وتمتد "من الأطلسي إلى الأورال"، وحقق الردع النووي الفرنسي، وسحب فرنسا من القيادة العسكرية لحلف شمال الأطلسي، ورفض دخول المملكة المتحدة إلى السوق الاقتصادية الأوروبية، ودعم "كيبيك الحرة"، وأدان حرب فيتنام واعترف بالصين الشيوعية.
يُعتبر دو غول من بين أكثر القادة الفرنسيين تأثيرًا في التاريخ الفرنسي، كما أنه كاتب مشهور. ترك وراءه مذكرات حرب، حيث أكد أنه دائمًا "كان لديه فكرة معينة عن فرنسا"، معتبرًا أن "فرنسا لا يمكن أن تكون فرنسا دون العظمة". ورغم أن رئاسته لم تكن خالية من الاعتراضات، فإنه يظهر، بعد أكثر من نصف قرن على وفاته، كشخصية لا تزال حاضرة في الحياة السياسية للجمهورية الخامسة، حيث تُحيي تقريبًا كل الطبقات السياسية إرثه وتدعي انتسابها إليه بدرجات متفاوتة، باستثناء اليمين فقط.

## نشأته

### طفولته وأصوله
وُلد دو غول في المنطقة الصناعية من مدينة ليل في إقليم نور، وهو الثالث بين خمسة أطفال. نشأ في أسرة كاثوليكية تقليدية متدينة. عمل والده هنري دو غول أستاذًا للتاريخ والأدب في كلية يسوعية وأنشأ مدرسته الخاصة لاحقًا.
ينحدر هنري دو غول من سلالة عريقة من النبلاء البرلمانيين القادمين من منطقتي نورماندي وبرغونية. يُعتقد أن الاسم هولندي الأصل، وقد يكون مُشتقًا من منطقة فان دير فال («بمعنى السور، أي الجدار الدفاعي»). تنحدر والدة دو غول، جين (ميلوت قبل الزواج)، من عائلة من رجال الأعمال الأثرياء بمدينة ليل. تمتلك أيضًا أصول فرنسية وأيرلندية وإسكتلندية وألمانية.
شجع والد دو غول الحوار التاريخي والفلسفي بين أبنائه أثناء أوقات تناول الطعام، ومن خلال تشجيع والده له، أصبح دو غول على دراية بالتاريخ الفرنسي منذ أوائل عمره. ذُهل برواية والدته حول صراخها وهي طفلة عندما علمت بالاستسلام الفرنسي للألمان في معركة سيدان عام 1870، ونجح في تطوير اهتمام شديد بالاستراتيجية العسكرية. تأثر أيضًا بعمه، المدعو شارل دو غول أيضًا، الذي كان مؤرخًا شغوفًا بالدراسات الكلتية وألّف كتبًا ومنشورات تدعو إلى اتحاد الويلزيين والاسكتلنديين والأيرلنديين والبريطون في شعب واحد. كان جده جوليان فيليب مؤرخًا أيضًا، وألّفت جدته جوزفين ماري قصائد كانت ذات أثر على عقيدته المسيحية.

### التعليم والتأثيرات الفكرية
عندما بلغ دو غول العاشرة من عمره، كان قد قرأ عن تاريخ العصور الوسطى. بدأ دو غول الكتابة في بداية مراهقته، ولا سيما الشعر، دفعت عائلته لاحقًا مقابل أن تنشر الجهات الخاصة أحد مؤلفاته، والتي كانت مسرحية ذات مشهد واحد تروي قصة مسافر. عُرف بأنه قارئ نهم، وفضّل المجلدات الفلسفية التي ألّفها كُتاب أمثال برجسون وبيغوي وباري. فضلًا عن قراءة أعمال الفلاسفة الألمان كنيتشه وكانط وغوته، قرأ أعمال الإغريق القدامى (ولا سيما أفلاطون) ونثر الشاعر الرومانسي دوشاتوبريان.
تلقى دو غول تعليمه في كلية ستانيسلاس في باريس ودرس لفترة وجيزة في بلجيكا حيث واصل إظهار اهتمامه بقراءة التاريخ ودراسته وشارك العديد من مواطني دولته الاعتزاز العظيم الذي شعروا به تجاه إنجازات أمتهم. عندما بلغ الخامسة عشر من عمره، كتب دو غول مقالًا يتصور فيه «الجنرال دو غول» قائدًا للجيش الفرنسي نحو الانتصار على ألمانيا في عام 1930، كتب لاحقًا أنه تطلع في شبابه نحو توقع ساذج بأن تندلع حرب حتمية مستقبلًا انتقامًا للهزيمة الفرنسية على يد الألمان في عام 1870.
كانت فرنسا مجتمعًا منقسمًا أثناء سنوات مراهقة دو غول، ولم تكن العديد من التطورات في موضع ترحيب من جانب أسرته، من ضمن تلك التطورات ظهور الاشتراكية والنقابية، والفصل القانوني بين الكنيسة والدولة في عام 1905، وتخفيض مدة الخدمة العسكرية إلى عامين في نفس العام. كان ذلك بنفس القدر من عدم الترحيب الذي حظي به الاتفاق الودي مع بريطانيا والأزمة المغربية الأولى ولا سيما قضية دريفوس. أيد هنري دو غول دريفوس، ولكنه لم يولِ براءته أي اهتمام مقابل العار الذي جلبه الجيش على نفسه. شهدت نفس الفترة عودة الكاثوليكية الإنجيلية، وتدشين كنيسة الساكري كور في مونمارتر بباريس وظهور طائفة جان دارك.
لم يكن دو غول تلميذًا متميزًا حتى منتصف سن المراهقة، ولكنه عمل بجد أكثر في المدرسة منذ يوليو 1906 وركز على الفوز بمكان في أكاديمية سان سير العسكرية ليتلقى تدريبًا بصفة ضابط في الجيش. يشير لاكوتور إلى أن دو غول انضم إلى الجيش، على الرغم من أنه ملائمته لوظيفة كاتب ومؤرخ، ويُعزى ذلك جزئيًا لرغبته بإرضاء والده ولأنه كان من القوى التوحيدية القليلة التي مثلت المجتمع الفرنسي بأسره. كتب في وقت لاحق «كان انضمامي للجيش من أعظم الأشياء التي حدثت لي»، وهو ادعاء يشير لاكوتور إلى ضرورة توخي الحيطة عند التعامل معه؛ إذ كانت سمعة الجيش في انخفاض في أوائل القرن العشرين بعد قضية دريفوس. وكثر استخدامه لوقف الإضرابات وكان عدد المتقدمين في سان سير أقل من 700 شخص في عام 1908، أي أقل من 2000 شخص في نهاية القرن.

## بداية مسيرته المهنية

### ضابط متدرب وملازم
فاز دو غول بمكانٍ في سانت سير في عام 1909. وكان ترتيب صفه دون المتوسط (119من 221 مشاركًا)، ولكنه كان صغيرًا مقارنة بالبقية وكانت تلك أول محاولة له في الاختبار. بموجب قانون 21 مارس 1905، كان مطلوبًا من ضباط الجيش الطامحين أن يخدموا سنة في الرتب، بما في ذلك الوقت الذي يشمل عملهم بصفتهم موظفين في القطاع الخاص وضباط صف، قبل الالتحاق بالأكاديمية. بناء على ذلك، في أكتوبر 1909، جُنّد دو غول (لمدة أربع سنوات، حسب الحاجة، عوضًا عن فترة السنتين العادية للمجندين) في كتيبة المشاة الـ 33 التابعة للجيش الفرنسي، ومقرها أراس. كانت هذه الكتيبة تاريخية إذ ضمّت أوسترليتز وواغرام وبورودينو ضمن المعارك التي خاضتها. في أبريل 1910، جرت ترقيته إلى رتبة عريف. رفض قائد سريته ترقيته لرتبة رقيب، وهي الرتبة المعتادة لضابط محتمل، معلقًا بأن الشاب شعر بوضوح أن ما لا يقل عن رتبة شرطي فرنسي سيكون جيدًا ما فيه الكفاية بالنسبة له. جرت ترقيته لرتبة رقيب في سبتمبر 1910.
حصل دو غول على مكانه في مدرسة سانت سير في أكتوبر 1910. ارتقى إلى المركز الخامس والأربعين في نهاية عامه الأول. في سانت سير، اشتهر دو غول بلقب «الهليون العظيم» وذلك بسبب طوله الذي يبلغ 196 سم (6 أقدام و5 بوصات)، وجبهته وأنفه المرتفعين. كان حسن الأداء في الأكاديمية، وتلقى الثناء على سلوكه وتصرفاته وذكائه وشخصيته وروحه العسكرية ومقاومته للإرهاق. في عام 1912، تخرج في المرتبة الثالثة عشر من صفه وأشار تقرير تخرجه أنه كان ضابطًا متدربًا ذو موهبة ستجعل منه بلا شك ضابطًا متميزًا. تخرج المارشال ألفونس جوين بالمرتبة الأولى على صفه، رغم أنه لم يبدُ أن الاثنين كانا صديقين مقربين في ذلك الوقت.

## دو غول والشعب الفرنسي

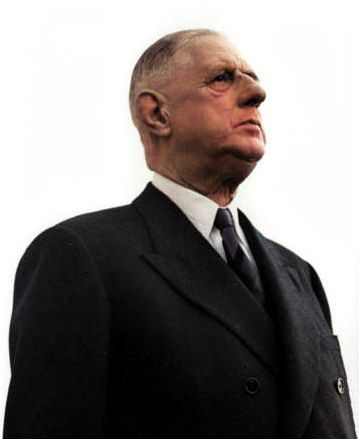
شارل دو غول عام 1961.

ينظر الفرنسيون إلى شارل دو غول إلى أنه الأب الروحي للجمهورية الفرنسية الخامسة، ويرجع الكثير من الفرنسيين الفضل إلى الجنرال دو غول في استقلال بلادهم من الجيوش النازية أثناء الحرب العالمية الثانية إذ لم يتوقف وهو في لندن من إطلاق الشعارات التي كانت تلهب قلوب الفرنسيين وتدفعهم إلى المقاومة، ومن أشهر نداءاتة «أيها الفرنسيون لقد خسرنا معركة لكننا لم نخسر الحرب وسوف نناضل حتى نحرر بلدنا الحبيب من نير الاحتلال الجاثم على صدره».
وينعكس تقدير هذا الرجل بشكل واضح في العاصمة باريس إذ تم تسميه العديد من المرافق الحيوية باسم الجنرال مثل(المطار، الشوارع،المتاحف ومحطات القطارات)

## مؤلفاته
- حد السيف (Le fil de l'épée)، نشر عام 1932،
- نحو جيش الاحتراف (Vers l'armée de métier)، نشر عام 1934،
- فرنسا وجيشها (La France et son armée).